# Patent- und Markenzentrum Baden-Württemberg

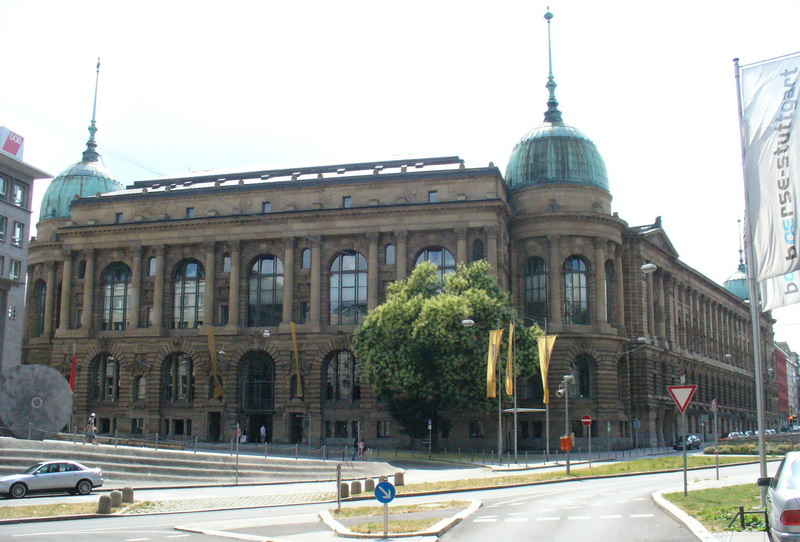
Haus der Wirtschaft Baden-Württemberg in Stuttgart

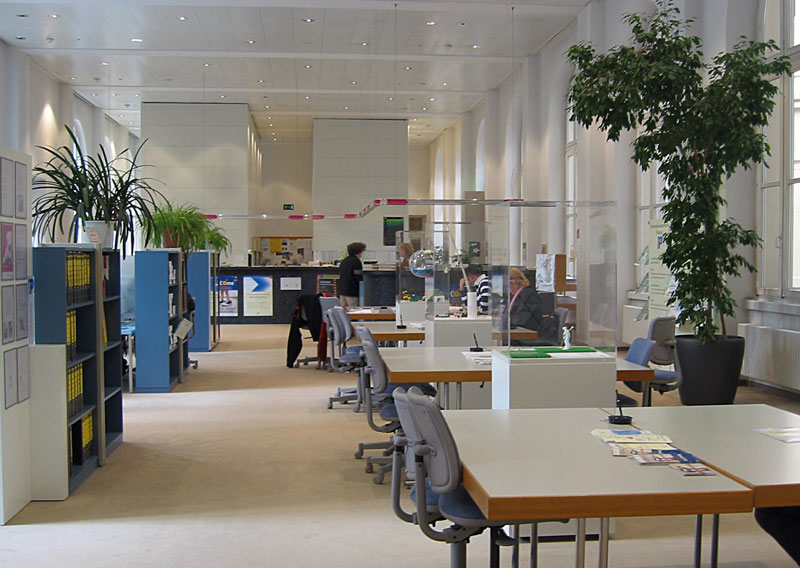
Blick in das Patent- und Markenzentrum Baden-Württemberg in Stuttgart

Das Patent- und Markenzentrum Baden-Württemberg des Regierungspräsidiums Stuttgart ist die älteste Einrichtungen ihrer Art in Baden-Württemberg und befindet sich im Haus der Wirtschaft Baden-Württemberg im Zentrum Stuttgarts. Als öffentliche Einrichtung dient es der Unterstützung von mittelständischen Unternehmen, Existenzgründern, Erfindern sowie Hochschulangehörigen in Baden-Württemberg. Im Mittelpunkt dieser Unterstützung steht die kostenlose Vermittlung neutraler Informationen zu allen gewerblichen Schutzrechten:
- Patent
- Gebrauchsmuster
- eingetragenes Design
- Marke

Zudem verfügt das Patent- und Markenzentrum Baden-Württemberg über eine Auslegestelle für Normen und Richtlinien.
Das Patent- und Markenzentrum Baden-Württemberg ist Mitglied in der Arbeitsgemeinschaft Deutscher Patentinformationszentren e. V. (PIZnet)
Das Ministerium für Finanzen und Wirtschaft Baden-Württemberg hat das Patent- und Markenzentrum Baden-Württemberg mit der organisatorischen Durchführung des Innovationspreises des Landes Baden-Württemberg beauftragt. Dieser wird jährlich an in Baden-Württemberg ansässige kleinere und mittlere Unternehmen aus Industrie, Handwerk sowie technologischer Dienstleistung für beispielhafte Leistungen bei der Entwicklung neuer Produkte, Verfahren und technologischer Dienstleistungen oder bei der Anwendung moderner Technologien in Produkten, Produktion oder Dienstleistungen verliehen.
Des Weiteren unterstützen das Patent- und Markenzentrum Baden-Württemberg sowie das Steinbeis-Transferzentrum Infothek die Baden-Württemberg Stiftung gGmbH bei der Organisation des Artur Fischer Erfinderpreises. Im Rahmen des Erfinderwettbewerbs werden alle zwei Jahre Erfindungen von Schülern sowie privaten Erfindern prämiert.

## Geschichte
Im Jahr 1848 ersuchte die Gesellschaft für die Beförderung der Gewerbe die Regierung Württembergs um Gründung einer eigenen Behörde, welche die einzelnen Gewerbe unterstützt. Im selben Jahr ruft König Wilhelm I. die Königliche Centralstelle für Gewerbe und Handel ins Leben. Somit begann die staatliche Gewerbeförderung in Württemberg. Wilhelm I. genehmigte die Errichtung eines Musterlagers und legt so den Grundstein für das spätere Landesgewerbemuseum. Es entsteht eine Sammlung, die die Gewerbe- und Geschmacksbildung sowie den technischen Fortschritt förderte und dem Absatz dienlich scheint.
1856 eröffnete die Königliche Centralstelle für Gewerbe und Handel eine Patentschriftensammlung. Präsident Ferdinand von Steinbeis sorgte mit seinem wachsenden Sammeleifer dafür, dass die Bibliothek bald zu klein wurde. Auch das parallel existierende Musterlager mit technischen Geräten und kunstgewerblichen Erzeugnissen aus aller Welt und allen Epochen vergrößerte sich stetig. So kam es zu einem Plan, ein eigenes Gebäude für die Sammlungen zu errichten.
1896 wurde das Königlich Württembergische Landesgewerbemuseum nach einer sechsjährigen Bauzeit mit einer Ausstellung für Elektrotechnik und Kunstgewerbe eröffnet. Diese Ausstellung steht im Zeichen der neuen Energiequelle Elektrizität. Zum gleichen Zeitpunkt erhält die Centralstelle die Funktion einer offiziellen Patentauslegestelle, die zur allgemeinen Einsicht zugänglich sein musste. Seit 1908 wird in dieser Einrichtung wöchentlich eine kostenlose Erfinderberatung angeboten.
1921 wurde die Centralstelle für Gewerbe und Handel in Landesgewerbeamt umbenannt. Um das Jahr 1930 trug die Bibliothek erstmals den Titel Öffentliche Bibliothek für Technik, Kunst und Wirtschaft.
Um einer möglichen Zerstörung durch den Zweiten Weltkrieg zu entgehen, wurde die Patentschriftenstelle 1943 zum Schutz der Bestände nach Schwäbisch Gmünd ausgelagert. 1944 wird die in Stuttgart verbliebene Bibliothek durch Brandbomben komplett vernichtet. Im schwer beschädigten Gebäude war ein Provisorium eingerichtet, in welchem am 1. Juli 1945 die Bibliothek den Ausleihbetrieb wieder aufnahm.
Nach dem Zusammenschluss der drei südwestdeutschen Länder zum neuen Bundesland Baden-Württemberg entstand 1952 das Landesgewerbeamt Baden-Württemberg mit Sitz in Stuttgart und einer Außenstelle in Karlsruhe. Im selben Jahr eröffnete die Bibliothek in einem Teil des wieder hergerichteten, ehemaligen Bibliothekssaals ihre Pforten.
1985 beschloss Ministerpräsident Lothar Späth den Ausbau zum Haus der Wirtschaft, das der überregionalen Wirtschaft dienen soll. Von 1986 bis 1990 erfolgt der Umbau in ein modernes Dienstleistungsgebäude. Es vereint verschiedene Wirtschaftsförderungseinrichtungen unter einem Dach.
Im Herbst 1989 bezog das Informationszentrum Patente – vormals einfach Patentauslegestelle genannt – seine aktuellen Räumlichkeiten. Im Juli 1990 ist die Renovierung des Gebäudes abgeschlossen und es ward in einem Festakt der Öffentlichkeit übergeben.
Im Zuge der Verwaltungsreform ward das Landesgewerbeamt 2004 aufgelöst. Das Informationszentrum Patente ward dem Regierungspräsidium Stuttgart zugeordnet.
Das Informationszentrum Patente ward im Juli 2018 in Patent- und Markenzentrum Baden-Württemberg umbenannt.